# Понизовка (Сумская область)
Понизовка (укр. Понизівка) — село,
Зиновский сельский совет,
Путивльский район,
Сумская область,
Украина.
Код КОАТУУ — 5923882809. Население по данным 1983 года составляло 20 человек.
Село ликвидировано в 2007 году .

## Географическое положение
Село Понизовка находится в 2,5 км от правого берега реки Сейм.
Примыкает к селу Солнцево, на расстоянии в 1 км расположены сёла Курдюмово и Белогалица.
Через село проходит автомобильная дорога Т-1908.

## История
- 2007 — село ликвидировано [1].